# Servo (álbum)
Servo es el quinto álbum solista del músico uruguayo Riki Musso. Fue publicado y editado por primera vez en formato CD por el sello discográfico Perro Andaluz el día 14 de julio de 2006 y es el primer lanzamiento del artista desde la reedición de Farmacia en 1996. Los temas del disco fueron grabados y editados completamente por Riki mientras que el diseño gráfico fue realizado por Rodolfo Fuentes y la producción ejecutiva por Ángel Atienza. Las versiones en formato físico contienen dos vídeos musicales incluidos en el disco para los temas «La conga de 15» y «Venta de garage» respectivamente.
El tema principal del disco «Autos Nuevos» fue incluido en la banda sonora de la película Tanta agua en 2013 y también fue re versionado en un estilo más roquero en el álbum Raro de El Cuarteto de Nos.

## Estilo musical
Servo se destaca por hacer mayor uso de los elementos clave del art pop (pop experimental) y mezclarlos con ritmos tradicionales latinos como milonga, salsa y conga; y también experimenta diversos estilos como el jazz. Debido a esto Servo se ha convertido en un álbum de culto entre amantes de la música experimental dentro y fuera de Latinoamérica.[cita requerida] Al igual que en los trabajos anteriores del artista, las letras de Servo son generalmente abstractas y sin sentido alguno a excepción de «Autos Nuevos», canción que narra un día corriente en una casa de ancianos. El tema «El tiempo real» (originalmente de Farmacia) también es reutilizado en este álbum.

## Listado de temas
| N.º | Título                      | Escritor(es) | Duración |  |
| 1.  | «Autos Nuevos»              | Riki Musso   | 4:04     |  |
| 2.  | «Lere ley»                  | Riki Musso   | 2:30     |  |
| 3.  | «Milonga parda»             | Riki Musso   | 1:22     |  |
| 4.  | «La conga de 15»            | Riki Musso   | 2:17     |  |
| 5.  | «La polilla marrón»         | Riki Musso   | 2:34     |  |
| 6.  | «Cuando llegan los retenes» | Riki Musso   | 2:21     |  |
| 7.  | «El tiempo real»            | Riki Musso   | 2:46     |  |
| 8.  | «Servo control»             | Riki Musso   | 1:27     |  |
| 9.  | «CX4 AC»                    | Riki Musso   | 2:17     |  |
| 10. | «Leybi's Raquet»            | Riki Musso   | 3:24     |  |
| 11. | «Venta de garage»           | Riki Musso   | 2:48     |  |